# در زندگیم (فیلم ۲۰۰۹)
«در زندگیم» (انگلیسی: In My Life (2009 film)) فیلمی در ژانر کمدی-درام است که در سال ۲۰۰۹ منتشر شد.